# Høgni av Heiði
Høgni av Heiði (før Mortensen, født 2. januar 1962 i København, voksede op i Thorshavn) er en færøsk forfatter. Efter gymnasiet i Hoydalar ved Tórshavn, tog han eksamen i russisk på Aleksander Pusjkin-instituttet for russisk sprog og litteratur i Moskva i 1983 og blev derefter uddannet lærer ved Lærerseminariet i Tórshavn (Føroya Læraraskúli) i 1986. Samme år flyttede han til København sammen med sin vietnamesiske kone. Han har udvist stor interesse for teologi og har i løbet af flere år skrevet en del artikler om emnet. Ud fra disse har han udgivet bogen Prestar og profetar, 18 greinir um átrúna og lívsáskoðan 1994. Han gjorde sig bemærket, da han i 1987 udgav sin første roman, Tað heita summarið (Den varme sommer), både fordi historien foregår i Vietnam og fordi den er mere erotisk end andre færøske romaner før denne udkom.

### Romaner
- 1987: Tað heita summarið. Roman. Mentunargrunnur Studentafelagsins. Genudgivet af Forlaget Sprotin i 2013.
- 1994: Við bivandi hjarta. Roman. Mentunargrunnur Studentafelagsins. Genudgivet af Sprotin i 2013.

### Digte
- 1995: Vatnið millum fjalla. Digte. Forlaget Hagasóljan.

### Andre udgivelser
- 1985: Kristiligur ágangur. Ein ákæra ímóti kristindómsins stríðsmonnum her á landi og ein uppgerð móti kristnu siðalæruna.[2][3]
- 1994: Prestar og profetar. 18 greinir um átrúna og lívsáskoðan (1986-91). Prometeus.
- 1996: Dagar í Vietnam. Brot úr lívvsøgu, Forlagið Hagasóljan.[4] Endurútgivin av Sprotanum í 2013.[5]
- 2013: Føroyingur við ongum flaggi. 28 artikler og anmeldelser (1994-2005). E-bog. Vitra.